# علی استروکر
علی استروکر (انگلیسی: Ali Stroker؛ زادهٔ ۱۶ ژوئن ۱۹۸۷) بازیگر، نویسنده و خواننده اهل کشور ایالات متحده آمریکا است. او اولین بازیگری است که از ویلچر استفاده می‌کند و روی صحنهٔ تئاتر برادوی ظاهر شده‌است. از مجموعه‌های تلویزیونی که وی در آنها ایفای نقش نموده‌است می‌توان به گلی و اسلحه مرگبار اشاره نمود.